# Taylor McLaughlin
Taylor McLaughlin (ur. 3 sierpnia 1997) – amerykański lekkoatleta specjalizujący się w biegach sprinterskich. 
W 2013 w Doniecku został wicemistrzem świata juniorów młodszych  w sztafecie szwedzkiej. W 2016 zdobył srebrny medal mistrzostw świata juniorów w Bydgoszczy.
Rekord życiowy w biegu na 400 metrów przez płotki: 48,85 (7 czerwca 2019, Austin).

## Osiągnięcia
| Rok  | Impreza                               | Miejsce   | Konkurencja                     | Lokata     | Wynik   |
| ---- | ------------------------------------- | --------- | ------------------------------- | ---------- | ------- |
| 2013 | Mistrzostwa świata juniorów młodszych | Donieck   | sztafeta szwedzka               | 2. miejsce | 1:50,14 |
| 2016 | Mistrzostwa świata juniorów           | Bydgoszcz | bieg na 400 metrów przez płotki | 2. miejsce | 49,45   |